# Heut ist gewiss ein guter Tag

Heut ist gewiss ein guter Tag (« Aujourd'hui est assurément un bon jour »), BWV Anh. 7, est une cantate profane de Johann Sebastian Bach destinée à célébrer le vingt-sixième anniversaire du prince Léopold d'Anhalt-Köthen. Celui-ci tombait le 29 novembre mais la cantate fut donnée le mardi 10 décembre 1720 au palais princier de Köthen.
La cantate est attestée car le poème de Christian Friedrich Hunold (Menantes) fut publié mais la musique est perdue.